# Apple Monitor II

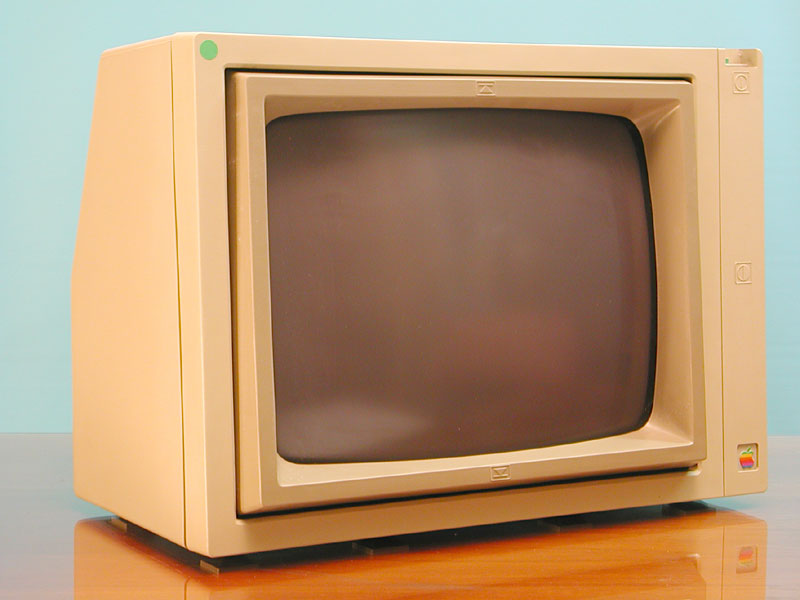
Apple Monitor II

Apple Monitor II是苹果電腦公司设计给Apple II个人电脑系列使用的12寸单（绿）色CRT显示器，由三洋電機代工製造。苹果公司直到Apple II系列上市后许久才开始生产Apple Monitor II，於1983年推出。面向商业用户的Apple III则已有自己的Apple Monitor III。许多Apple II用户在Monitor II推出前使用电视机当做电脑屏幕。它内部有垂直旋转构造，可以让用户在不需另加旋转装置的情况下调整视角。